# 宝厳寺 (松山市)
宝厳寺（ほうごんじ）は、愛媛県松山市道後湯月町にある時宗の寺院。山号は豊国山。院号は遍照院。境内は「一遍上人の誕生地」として愛媛県指定史跡となっている。

## 歴史
寺伝では天智4年（665年）に、斉明天皇の勅願により国司越智守興（おちもりおき）が創建したという。
当初は法相宗であったが、平安時代中期に天台宗となる。往時は松ヶ枝町一帯に12の支院があったという。
正応5年（1292年）、時宗の祖・一遍の弟にあたる仙阿によって再興され、時宗に改宗し、時宗十二派のうちの奥谷派本山となった。一遍は延応元年（1239年）河野通広の第二子として、この寺の一角で誕生したとされているが、異説もある。建武元年（1334年）には得能通綱が「一遍上人御誕生旧跡碑」を松ヶ枝町の入り口に建立した（碑は大正15年（1926年）、境内に移築）。
平成25年（2013年）8月10日、火災により本堂と庫裏が全焼し、所蔵されていた国の重要文化財である木造一遍上人立像が焼失した。参拝者からの連絡があった時点で既に煙が充満していて手の施しようがなく、焼け跡から木像の残骸は発見されなかったものの、状況から焼失したと判断された。
平成26年（2014年）5月13日に松山市教育委員会の定例会で、前年8月に焼損した同市指定有形文化財（工芸品）の「懸仏および残欠」の指定を解除し、改めて「宝厳寺伝来懸仏残欠」および「宝厳寺伝来小仏（しょうぶつ）」の名称で歴史資料として市指定有形文化財に指定することが承認された（同年5月16日付けで指定）。
平成26年（2014年）9月23日、檀家総会で、総事業費1億5000万円のうち8割にあたる約1億2千万円の寄付が集まったことが報告され、本堂などの再建計画が承認された。再建工事は平成26年（2014年）11月に着工し、平成27年7月4日に本堂の上棟祭（じょうとうさい）を7月21日に一遍上人堂の上棟が行われ、平成28年（2016年）5月14日に本堂および一遍上人堂の落慶法要と一遍上人像の開眼法要が行われた。

## 境内
- 山門：唯一焼失を免れた。上人坂を上り詰めたところにある。
- 本堂：新造された阿弥陀三尊像を拝観できる。
- 一遍上人堂：新造された青銅製漆塗一遍上人像（像高113cm）を拝観できる。一遍聖絵の模写４枚を展示。

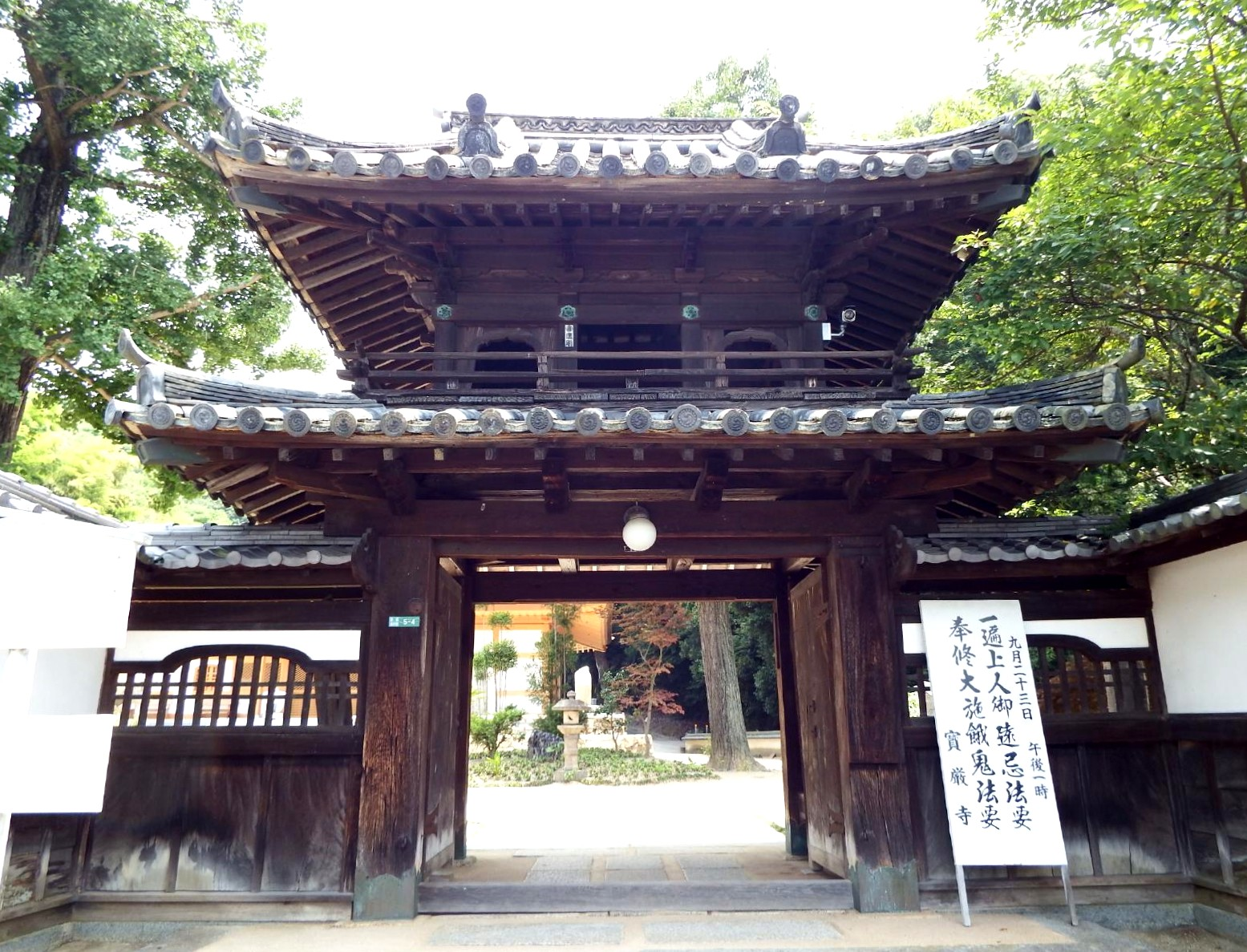
山門
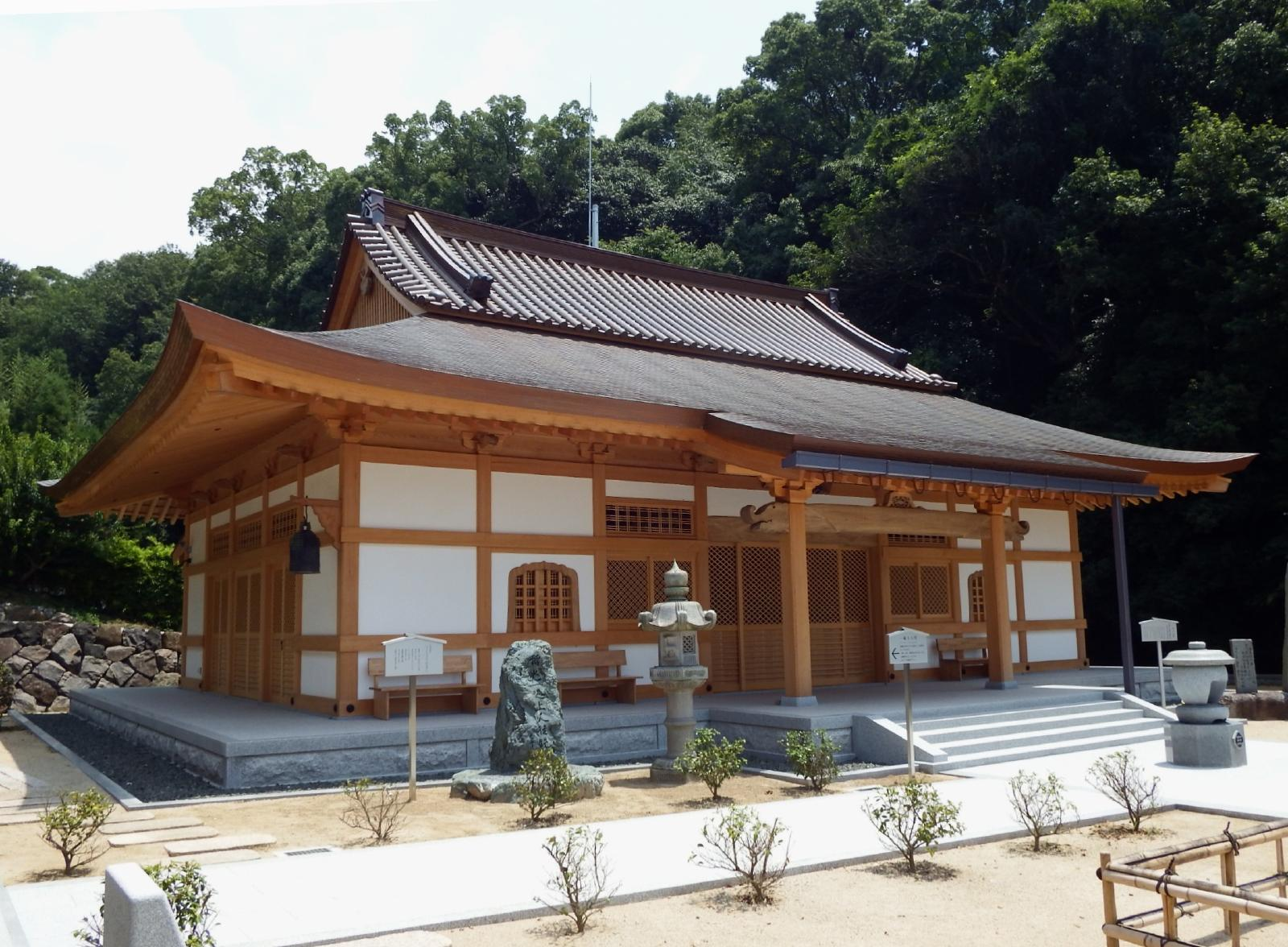
本堂
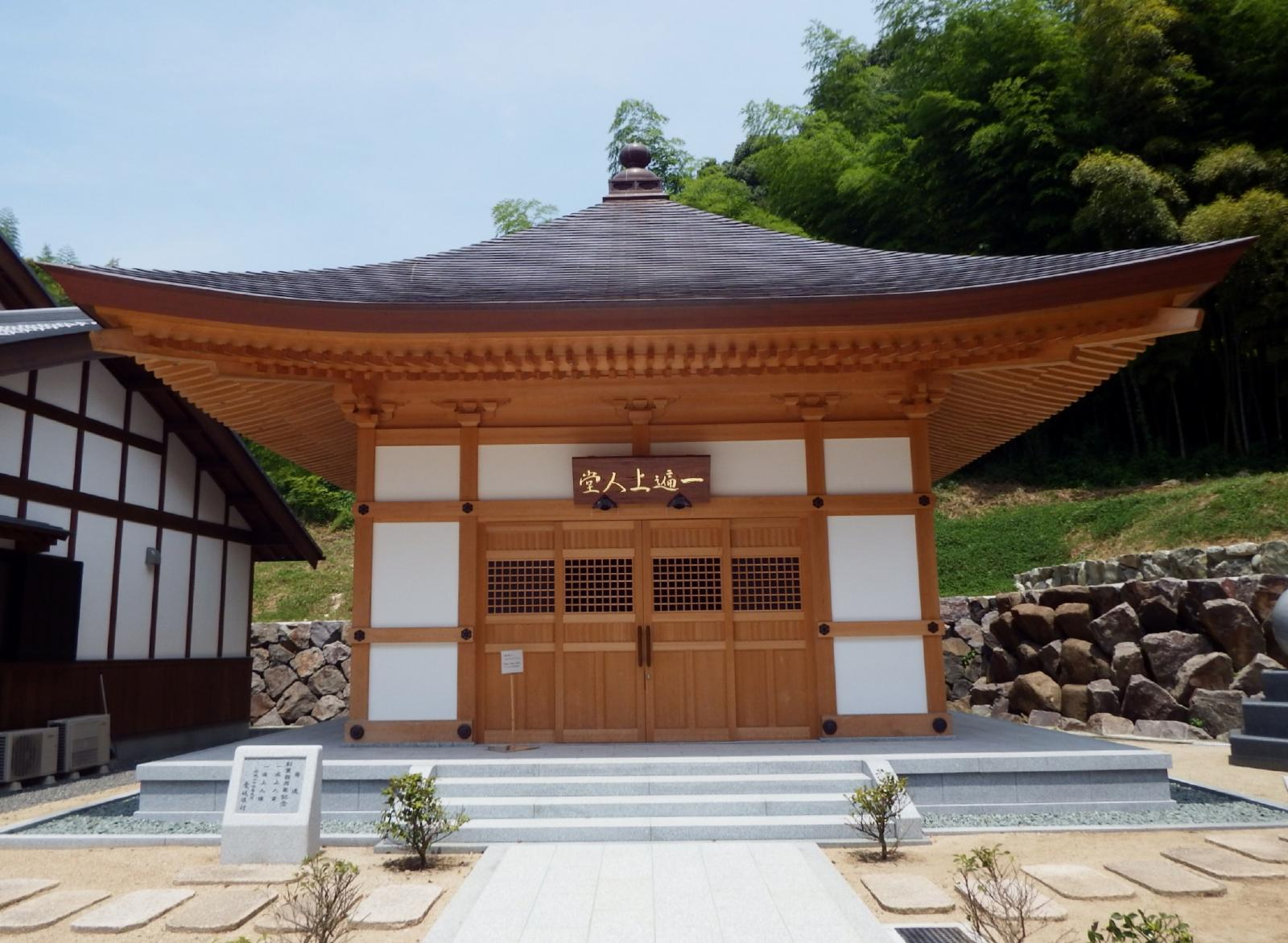
一遍上人堂

## 文化財
県指定文化財

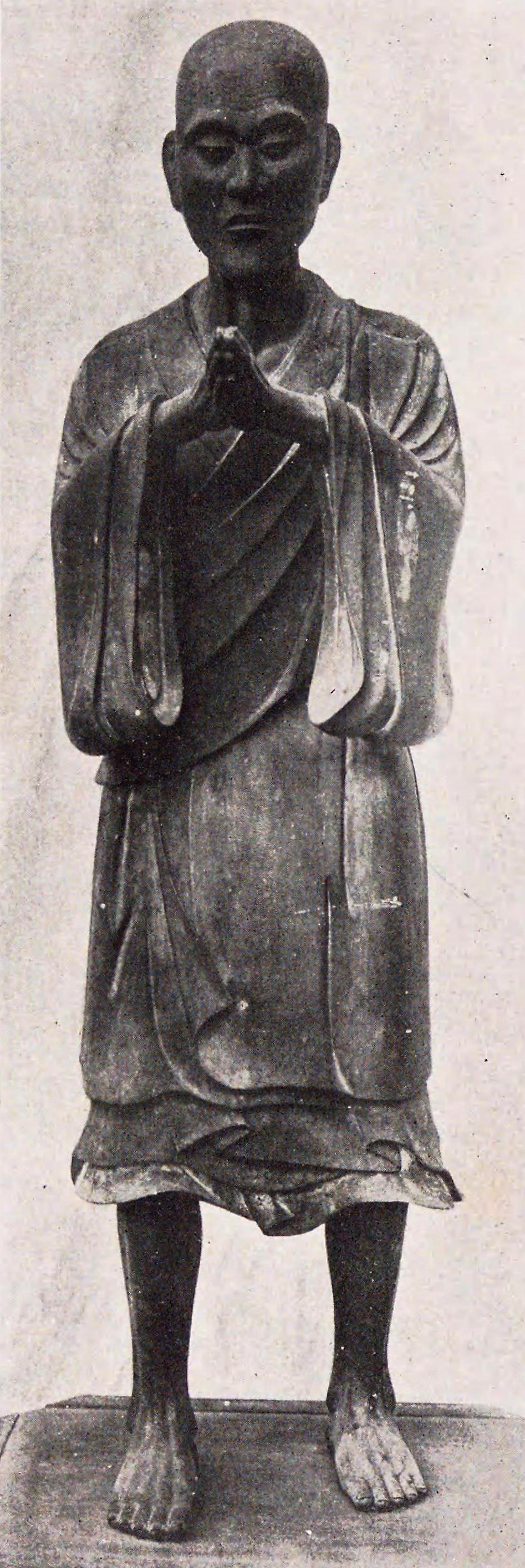
焼失した木造一遍上人立像

- 境内は「一遍上人の誕生地」として昭和24年（1949年）9月17日に愛媛県の史跡に指定。

焼失した文化財
- 木造一遍上人立像 - 室町時代・文明7年（1475年）作。1901年（明治34年）3月27日に旧国宝（現在の重要文化財）に指定されたが[6]、平成25年（2013年）8月10日に火災のため焼失[2]。平成26年（2014年）8月21日付けで指定解除された[7]。

## 交通＆周辺
- 伊予鉄道城南線 道後温泉駅から徒歩5分
- 駐車場：山門下に20台、境内横に20台　参拝者無料
- 伊佐爾波神社：すぐ南
- 道後温泉本館：西に少し歩いた所